# The Money Personality
The Money Personality est un ouvrage sur le succès financier écrit en 1972 par A. E. van Vogt (Canada), et n'est pas traduit en français.

## Résumé
Après plusieurs années d'observation, l'auteur révèle les douze clés du succès des autodidactes millionnaires, clés qui permettent d'obtenir et de conserver de grosses sommes d'argent.